# Piscina del Lido
La piscina del Lido è un impianto sportivo per le attività natatorie in disuso sito a Chiavari.

## Storia
Il primo progetto per la realizzazione di una piscina a Chiavari fu redatto dall'architetto Gaetano Moretti nel Piano regolatore e di ampliamento per la città di Chiavari del 1934. Il complesso del Lido di cui la piscina è parte integrante fu quindi progettato dall'architetto Beniamino Bellati ed inaugurato il 15 maggio 1938 dal capo del governo Benito Mussolini in contemporanea alla Colonia Fara. L'impianto sportivo venne successivamente utilizzato per l'organizzazione dei Campionati italiani di nuoto nel 1940, 1947, 1977 - nei quali il trentino Marcello Guarducci fece registrare il record italiano ed europeo dei 100 stile libero - e 1982.
Al termine del XX secolo la struttura necessitava di interventi di ristrutturazione: gli iniziali progetti in tal senso - che videro coinvolta anche la Federazione Italiana Nuoto - vennero abbandonati dall'amministrazione comunale in favore della costruzione di un nuovo palasport. Uno degli ultimi eventi ospitati nella piscina del Lido furono gare interne della squadra locale di pallanuoto - la Chiavari Nuoto - valevoli per il campionato di Serie A1 2003-2004, in attesa dell'inaugurazione della piscina Mario Ravera avvenuta durante quella stagione.
Parte del complesso - posto sotto la tutela della Soprintendenza Archeologia, Belle Arti e Paesaggio per la città metropolitana di Genova e le province di Imperia, La Spezia e Savona - venne restaurata nel 2009, ma non la piscina stessa che è in stato di abbandono. Nel 2016 e nel 2019 vennero presentati progetti di ristrutturazione mai avviatisi e l'area è stata a più riprese occupata abusivamente oltre che selezionata e successivamente scartata per la costruzione di un depuratore.

## Struttura e architettonica
L'impianto sportivo è parte del complesso del Lido di Chiavari, che comprende anche uno stabilimento balneare ed una struttura polifunzionale dotata di bar e ristorante ed un campo da beach volley. La vasca principale è scoperta e misura 50 x 21 metri ed è inoltre presente una vasca secondaria, di dimensioni ridotte ed anch'essa priva di copertura, oltre ad una gradinata per il pubblico.

## Società beneficiarie
La Chiavari Nuoto ha utilizzato l'impianto dal 1946 al 2003. Nel progetto di ristrutturazione presentato nel 2019 è stata coinvolta la Pro Scogli Chiavari.

## Eventi ospitati
- Campionati italiani di nuoto: 1940[4], 1947[5], 1977[6], 1982[7]
- Torneo amichevole internazionale di pallanuoto: 1976[20]